# 멋진 세계
《멋진 세계》(일본어: すばらしき世界)는 2021년에 공개된 일본의 영화이다. 사키 류조의 장편 소설 《신분장》을 원작으로 하여 제작되었다. 니시카와 미와가 감독·각본을 맡았으며 야쿠쇼 코지가 주연을 맡았다. 데뷔 이후 감독 작품의 모두가 자신의 오리지널 작품이었던 니시카와 미와의 첫 소설 원안의 작품이 된다.
2020년에 개최된 제45회 토론토 국제 영화제에 출품되어 월드 프리미어 상영을 가졌다. 그 때의 영어 제목의 "Under The Open Sky"는 극중 대사에서 인용되고 있다. 이듬해 2021년 2월 11일부터 일본에서 공개되었다.

## 출연
- 미카미 마사오 : 야쿠쇼 코지
- 츠노다 료타로 : 나카노 타이가
- 쇼지 츠토무 : 하시즈메 이사오
- 쇼지 아키코 : 카지 메이코
- 마츠모토 료스케 : 록카쿠 세이지
- 이구치 히사토시 : 키타무라 유키야
- 시모이나바 아키마사 : 하쿠류
- 시모이나바 마스코 : 키무라 미도리코
- 요시자와 하루카 : 나가사와 마사미
- 니시오 쿠미코 : 야스다 나루미

## 스태프
- 원작 : 사키 류조 〈신분장〉 (코단샤문고)
- 감독·각본 : 니시카와 미와
- 기획 : 카와시로 카즈미, 시오타 이치, 이케다 히로유키, 요다 타츠미, 츠노다 마사토, 스즈키 타카유키, 츠츠미 텐신
- 제작 : 하마다 켄지, 코타케 사토미
- 프로듀서 : 니시카와 아사코, 이토 타이치 , 키타하라 에이지
- 촬영 : 카사마츠 노리미치
- 조명 : 소켄 지로
- 음향 : 시라토리 미츠기
- 미술 : 미츠마츠 케이코
- 편집 : 미야지마 류지
- 의상 디자인 : 오가와 쿠미코
- 헤어 메이크업 : 사카이 무츠키
- 캐스팅 : 타바타 토시에
- 음향 효과 : 키타다 마사야
- 조감독 : 나카사토 요이치
- 라인 프로듀서 : 오쿠 야스노리
- 배급 : 워너 브라더스 영화
- 제작사 : AOI Pro.
- 제작 : 〈멋진 세계〉 제작위원회 (반다이 남코 아트, AOI Pro. 워너 브라더스 재팬, 가가 커뮤니케이션스, 코단샤, 필 마크, U-NEXT)

## 출품
- 제45회 토론토 국제 영화제 월드 프리미어
- 제56회 시카고 국제 영화제 국제 경쟁 부문

## 수상
- 제56회 시카고 국제 영화제
  - 관객상
  - 국제 경쟁 부문 베스트 퍼포먼스상 (야쿠쇼 코지)[4]